# Fritz Haas (Unternehmer, 1823)
Fritz Haas (* 18. Januar 1823 in Dillenburg; † 25. Oktober 1900 ebenda) war ein deutscher Unternehmer und Mitglied des Nassauischen Kommunallandtags für den preußischen Regierungsbezirk Wiesbaden.

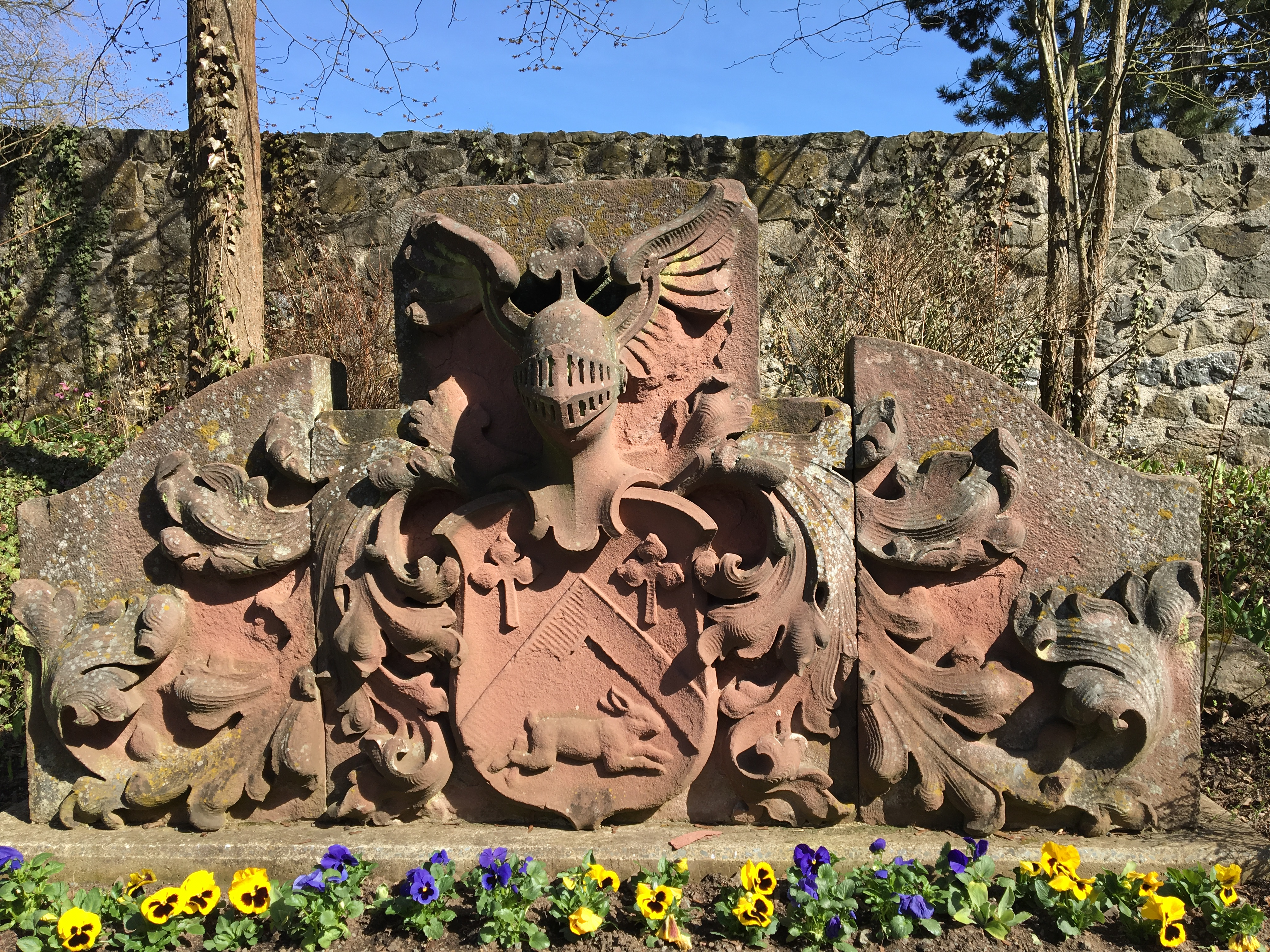
Familienwappen des Dillenburger und Sinner Zweigs der Familie Haas

## Leben
Fritz Haas wurde als Sohn des Hüttenbesitzers Wilhelm Ernst Haas und dessen Ehefrau Maria Johanna Koch geboren. Nach seinem Schulbesuch erlernte er den Beruf des Kaufmanns, auch in der väterlichen Tabakfabrik. 
1854 kauften sein Vater und sein älterer Bruder Friedrich Wilhelm Ernst (1815–1865) die Neuhoffnungshütte in Sinn. 1859 wurde er vollberechtigter Teilhaber des Unternehmens und bis 1893 dessen alleiniger Gesellschafter zusammen mit seiner Schwägerin Magdalene.
Haas betätigte sich politisch und gehörte zu den Gründern der Dillenburger Handelskammer,  deren stellvertretender Vorsitzender er in den Jahren von 1865 bis 1884 war. Den Vorsitz in dieser Kammer hatte er bis 1900 inne. Er war Mitglied der Nationalliberalen Partei und erhielt 1899 als Nachfolger des Paul Fromme ein Mandat für den Nassauischen Kommunallandtag des preußischen Regierungsbezirks Wiesbaden.
Nach seinem Tod übernahm sein Neffe Rudolf, der  1867 in den väterlichen Betrieb eingetreten war, die alleinige Führung des Betriebes.

## Ehrungen
1888 Kommerzienrat